# Nationalstraße 220 (China)
Die Nationalstraße 220 (chinesisch 220国道, Pinyin 220 Guódào, englisch China National Highway 220), chin. Abk. G220, ist eine 585 km lange, in Nordost-Südwest-Richtung verlaufende Fernstraße im Osten Chinas in den Provinzen Shandong und Henan. Sie führt von Binzhou über Jiyang, Jinan, Pingyin, Heze, Lankao, Kaifeng und Zhongmou nach Zhengzhou.